# Methoden der Organischen Chemie
Houben-Weyl ist die Kurzbezeichnung für das Handbuch „Methoden der Organischen Chemie“, einem Standardwerk der chemischen Literatur.
Das von Theodor Weyl (1851–1913) begründete und von Josef Houben (1875–1940) und Karl Heinz Büchel (1931–2020) fortgeführte Handbuch versucht, umfassend die Methoden und Vorschriften zur Herstellung und Derivatisierung organischer Verbindungen zusammenzutragen.
Die 4. und letzte deutschsprachige Ausgabe erschien seit 1952 beim Thieme Verlag und wurde 1987 abgeschlossen. Seit 1982 erscheinen Ergänzungsbände, die 1999 abgeschlossen wurden. Die 4. Auflage besteht aus 16 Bänden, die aus jeweils mehreren Teilbänden bestehen. Die ersten vier Bände der 4. Auflage behandeln allgemeine Laborpraktiken, die Bände fünf bis 15 spezielle Stoffgruppen, Band 16 ist ein Registerband. Bis 2003 erschienen in der gedruckten 4. Auflage 90 Einzelbände. Die Ergänzungsbände wurden teilweise in einer anderen thematischen Aufteilung als das Hauptwerk herausgegeben, und es wurden vorher nicht behandelte Themen aufgegriffen. 
Seit 2001 erscheint eine englischsprachige 5. Auflage.
Seit September 2010 sind Teile des Werkes online abrufbar, der Start erfolgte mit einer Auswahl von etwa 14.000 Reaktionen.
Das Werk wird elektronisch und in verschiedenen Druckausgaben als Science of Synthesis ab 2000 fortgesetzt.
Hans-Gerd Padeken und die Redaktion des Houben-Weyl erhielten 1987 den Literaturpreis des Fonds der Chemischen Industrie.

## Ausgaben
- Theodor Weyl (Begr.), Josef Houben (Hrsg.), Karl H. Büchel (Hrsg.): Methoden der organischen Chemie. Thieme Verlag, Stuttgart 2004, ISBN 3-13-140084-6.